# Centullo II di Béarn
Centullo II (spagnolo Centulo, francese Centulle, catalano Cèntul, e occitano Centolh; seconda metà IX secolo – 940 circa) fu Visconte di Béarn dal 905 alla sua morte.

## Origine
Centullo, secondo la La Vasconie. Tables Généalogiques, era figlio del Visconte di Béarn, Lupo Centullo, e della moglie di cui non si conoscono né il nome né gli ascendenti.

Lupo Centullo, secondo Histoire de la Gascogne depuis les temps les plus reculés jusqu'à nos jours. Tome 1, era figlio del Visconte di Béarn, Centullo I e della moglie, Auria, di cui non si conoscono gli ascendenti.

## Biografia
Non si conosce la data esatta della morte di suo padre, Lupo Centullo, che secondo il Vizcondes dependientes del ducado de Vasconia viene stimata attorno al 905, ed il figlio, Centullo gli succedette come Centullo II, come conferma sempre il Vizcondes dependientes del ducado de Vasconia che riporta che era visconte durante il regno di Sancho I Garcés, Re di Pamplona (905 - 926).

Anche il documento n° IV del Cartulaire de Saint-Vincent-de-Lucq, conferma che Centullo fu viscone di Bearn.
Sia la La Vasconie. Tables Généalogiques, che il Vizcondes dependientes del ducado de Vasconia riportano che Centulo II fu al seguito di Sancho I Garcés e si batté sia contro l'emirato di al-Andalus, sia contro gli ex-alleati del regno di Pamplona, i Banū Qasī, e come ricompensa ottenne, molto probabilmente, la valle di Tena, nell'Alto Gállego.
Centullo II morì nel 940 e gli succedette il figlio Gastone.

## Matrimonio e discendenza
Sempre secondo la La Vasconie. Tables Généalogiques, che il Vizcondes dependientes del ducado de Vasconia Centullo II prese moglie verso il 900; della moglie di Centullo non si conoscono né il nome né gli ascendenti. 
Centullo II dalla moglie ebbe un figlio:
- Gastone, Visconte di Béarn[1][3].

### Fonti primarie
- (LA)  Cartulaire de Saint-Vincent-de-Lucq.

### Letteratura storiografica
- (FR)  LA VASCONIE.
- (FR)  Histoire de la Gascogne depuis les temps les plus reculés jusqu'à nos jours. Tome 1.
- (ES)  AUÑAMENDI EUSKO ENTZIKLOPEDIARA.